# Song Su-gwŏn
Song Su-gwŏn (* 15. März 1940 in Kohŭng, Zenra-nandō, Chōsen; † 4. April 2016) war ein südkoreanischer Lyriker.

## Leben
Song Su-gwŏn wurde am 15. März 1940 in Kohŭng, Jeollanam-do geboren. Er besuchte die Sunch'ŏn Universität und machte seinen Abschluss in Kreativem Schreiben am Sorabol Kolleg für Kunst. 
Verbitterung ist die Empfindung in seinen Werken, die am meisten hervorsticht. Aber seine Lyrik betont nicht die typische Empfindung einer schwachen Verbitterung, die Selbstverachtung hervorruft, sondern vielmehr eine würdevolle maskuline Persönlichkeit von immanenter Intimität und Macht. Er hatte mehrere Werke veröffentlicht, die erfolgreich den Geschmack und den Stil des südlichen Dialekts bewahren, welcher die Leser mithilfe eines Bewusstseins für Geschichte und regionale Unterschiede inspirieren soll.

## Arbeiten

### Koreanisch

#### Gedichtsammlungen
- 산문(山門)에 기대어 Gegen das Bergtor gelehnt (1980)
- 꿈꾸는 섬 Träumende Insel (1982)
- 아도(啞陶) Stummes Porzellan (1984)
- 새야 새야 파랑새야 Vogel, Vogel, blauer Vogel (1986)
- 우리들의 땅 Unser beider Land (1988)
- 자다가도 그대 생각하면 웃는다 Wenn ich an dich denke, lächele ich selbst im Schlaf (1991)
- 별밤지기 Sternennacht Wächter (1992)
- 들꽃세상 Eine Welt aus Wildblumen (1999)
- 초록의 감옥 Grünes Gefängnis (1999)
- 파천무 P'ach'ŏnmu (2001)
- 언 땅에 조선매화 한 그루 심고 Einen koreanischen Pflaumenbaum in die gefrorene Erde setzen (2005)
- 시골길 또는 술통 Vom Dorfpfad und dem Alkoholfass (2007)

#### Prosasammlungen
- 다시 산문에 기대어 Wieder gegen das Bergtor gelehnt (1985)
- 사랑이 커다랗게 날개를 접고 Liebe zieht ihre übergroßen Flügel ein (1989)
- 남도 기행 Reise in den Süden Koreas (1990)
- 쪽빛 세상 Eine Welt aus Indigo (1998)
- 만다라의 바다 Meer aus Mandala (2002)

## Auszeichnungen
Auszeichnungen:

- 1985: 금호문화재단 금호예술상(Kŭmho-Kunstpreis der Kŭmho-Kulturstiftung)
- 1987: 전라남도 문화상(Kulturpreis der Provinz Süd-Chŏlla)
- 1988: 소월시문학상 (Sowŏl Lyrikpreis)
- 1990: 국민훈장 목련장 (Volksorden, Magnolien-Orden)
- 1993: 서라벌문학상 (Sŏrabŏl Literaturpreis)
- 1995: 제10회 평화문학상 (10. Friedens Literaturpreis)
- 1996: 제07회 김달진문학상 (Kim Tal-jin Literaturpreis)
- 1999: 제11회 정지용문학상 (Chŏng Chi-yong Literaturpreis)
- 2003: 제01회 영랑시문학상 (Yŏngnang Lyrikpreis)
- 2012: 제08회 김삿갓문학상 (Kim Satkat Literaturpreis)